# 鹿内一生
鹿内 一生（しかない いっしょう、1925年1月30日-1991年3月16日）は青森ねぶたのねぶた師で4代名人。本名は鹿内 勝男（しかない かつお）。

## 来歴
大正14年に青森県東津軽郡荒川村（現在の青森市荒川）に農家の3男として生まれる。
小学生の頃から地元のねぶた作りに参加していた。一度は東京で就職するが肺結核を患い帰郷、そして絵を学び、戦後まもなく同じ荒川出身のねぶた師川村伯鳳に弟子入りして本格的にねぶた師への道を歩み始める。ちなみに川村伯鳳は自分のねぶた作りに他人の手がかかるのを嫌う人で、めったに弟子を取らなかったという。
昭和30年(1955年)に一本立ち。40年（1965年）に初めて田村麿賞(現在のねぶた大賞)を受賞する。また44年(1969年)から46年(1971年)まで3年連続で同賞を受賞、これは佐藤伝蔵が4年連続受賞を達成するまで連続受賞の最多記録だった。中でも45年（1970年）に制作した「項羽の馬投げ」は傑作として評価が高い。しかしその後肺結核が再発、ねぶたの制作にも支障をきたすこともあったが再起を果たし、その後も長く第一線で活躍、田村麿賞も受賞する。
平成2年（1990年）に4代ねぶた名人に認定され、史上初の現役中の名人位認定、また同年には同じく史上初である名人を名乗ってのねぶた制作となる。しかしまたもや肺結核が再発し平成3年（1991年）に、ついに帰らぬ人となる。享年66。彼の死により追悼番組が制作され、当時のねぶた師や、制作に関わった人たちが彼の作について証言している。生涯に獲得した田村麿賞は7回であった。同年、我生会のねぶた師が制作したねぶたには鹿内一生の遺影が掲げられていた。

## 制作技術
代表作「項羽の馬投げ」に見られるように馬を得意とすることで知られるねぶた師であった。鹿内一生が活躍するようになる前にも馬の登場するねぶたはあったが当時はごく少数であった。彼の作るねぶたには毎年のように馬が登場し、ねぶたで馬の活躍する場を広げた人物である。力強く荒々しいねぶたを作ることでも知られ、書き割り（墨で着物や体に線を描く、紙貼り後の表現の基礎となる部分）はかすれのある渇筆で、荒々しさを感じさせる筆遣いが特徴であり、着色も濃い原色を好んで用いた。同時代の佐藤伝蔵が書き割りはかすれの無い潤筆で、繊細さを感じさせる筆遣いを特徴とし、淡い着色を多く用いたのとは対照的な作風であった。また筋肉の凹凸等を強調した造りでも知られる。
見えにくい場所では照明の配置には特に強いこだわりがあり、「どんなにいいねぶた作っても電気悪いばダメだ」とよく言っており、ねぶたの内部に電球を配置する技師には特に厳しかった。
弟子の育成にも力を入れた人物で、2012年時点で現役の直弟子は穐元和生1人となったが、孫弟子が多く活躍している。直弟子は全員が名前の最後に「生」の文字を用いているため名前を見ると鹿内一生の弟子であることが簡単にわかるようになっている(ただし孫弟子は「生」の字を用いず、自身の師匠から一文字譲り受ける形で名前を付けている。例外的と言えるのが京野和鴻で、元々の師匠である秋元鴻生が亡くなった時点ではまだ一本立ちしておらず、鴻生の実の弟である和生が育成を引き継いだため両者の名前から一文字ずつ譲り受けている。)。また昭和40年には弟子たちとともに「我生会」という一門を結成、ねぶた製作期間は同じ釜の飯を食い、制作に関する互いの意見を交換する等技術向上にも独自の工夫をしており、前述の作風とともに現在でも受け継がれている。なお、「項羽の馬投げ」は一門のねぶた師にとっては特別な存在とされる題材でありいつか挑むべきテーマという扱いを受けている。

## 受賞作品
- 1965年（昭和40年）- 消防第三分団に組「三国志　呂布関羽奮闘の場」田村麿賞(初受賞)
- 1968年（昭和43年）- 消防第三分団に組「坂上田村麻呂蝦夷征伐」奨励賞(初受賞)
- 1969年（昭和44年）
  - 青森青年経営協議会「三国志」田村麿賞(2度目)
  - に組消防若者一同「龍王と金剛力士」奨励賞(2度目)
- 1970年（昭和45年）- 青森市職員互助会「項羽の馬投げ」田村麿賞(3度目)
- 1971年（昭和46年）- 青森市職員互助会「金剛力士」田村麿賞(4度目)
- 1975年（昭和50年）- 青森市職員互助会「三国志」知事賞(初受賞)
- 1979年（昭和54年）- に組消防若者・東芝連合「羅生門」田村麿賞(5度目)・制作賞(初受賞)
- 1980年（昭和55年）- に組消防若者・東芝連合「不動智（沢庵和尚の場）」知事賞(2度目)
- 1981年（昭和56年）- 青森青年経営者協議会「屋島の合戦」田村麿賞(6度目)
- 1982年（昭和57年）- 青森青年経営者協議会「景陽岡の猛虎」知事賞(3度目)
- 1984年（昭和59年）- 県庁ねぶた実行委員会「喝、柳生石舟斎宗巌」制作賞(2度目)
- 1988年（昭和63年）- 県庁ねぶた実行委員会「勧善懲悪　不動と龍」田村麿賞(7度目)
- 1989年（平成元年）- 県庁ねぶた実行委員会「風雲児信長」知事賞(4度目)

## 弟子
- 川村心生
- 穐元鴻生
- 穐元和生
- 白鳥芳生
- 一戸意生